# Wouter Koolmees
Wouter Koolmees (ur. 20 marca 1977 w Capelle aan den IJssel) – holenderski polityk i ekonomista, poseł do Tweede Kamer, w latach 2017–2022 minister spraw społecznych i zatrudnienia, w latach 2019–2020 również wicepremier.

## Życiorys
W 2001 ukończył studia ekonomiczne na Uniwersytecie w Utrechcie. W latach 1999–2003 pracował w instytucie badawczym NEI. Od 2003 był urzędnikiem w ministerstwie finansów, w latach 2009–2010 kierował sekcją do spraw polityki podatkowej.
Zaangażował się w działalność polityczną w ramach partii Demokraci 66. W 2010 z jej ramienia po raz pierwszy uzyskał mandat posła do Tweede Kamer. Z powodzeniem ubiegał się o reelekcję w wyborach w 2012 i 2017. W 2012 objął funkcję wiceprzewodniczącego frakcji partyjnej w niższej izbie Stanów Generalnych.
W październiku 2017 został ministrem spraw społecznych i zatrudnienia w trzecim rządzie Marka Rutte. W listopadzie 2019, w związku z wymuszoną komplikacjami zdrowotnymi absencją Kajsy Ollongren, objął dodatkowo obowiązki wicepremiera. Wykonywał je do maja 2020. Na stanowisku ministra urzędował natomiast do stycznia 2022.